# Paixão Demais
Paixão Demais é o sexto álbum de estúdio da dupla sertaneja Bruno & Marrone, lançado em 2000 pela Abril Music. O álbum trouxe sucessos como "Passou Da Conta" (que foi regravada por Zezé Di Camargo & Luciano), "Medo" (regravação de Nelson Ned), "Por Um Minuto", "Meu Jeito de Sentir" e "Vivendo de Passado", esta última fez parte da trilha sonora brasileira da telenovela A Mentira (La Mentira), exibida pelo SBT.

## Lista de faixas
| N.º            | Título                                             | Compositor(es)                                                                             | Duração |  |
| 1.             | "Depois da Ressaca"                                | César Augusto / Antonio Luiz                                                               | 4:39    |  |
| 2.             | "O Rebolado da Morena"                             | Jairo Góes / Aldo Francisco                                                                | 2:44    |  |
| 3.             | "Passou da Conta"                                  | Bruno / Felipe                                                                             | 4:43    |  |
| 4.             | "Sem Vergonha"                                     | Ivo Ramos / Jairo Góes                                                                     | 2:26    |  |
| 5.             | "Quem Manda é o Coração"                           | Elias Muniz                                                                                | 4:02    |  |
| 6.             | "Paixão Demais"                                    | Bruno / Elias Muniz                                                                        | 3:50    |  |
| 7.             | "Coisinha Bela"                                    | Nilton Lamas                                                                               | 2:56    |  |
| 8.             | "Medo"                                             | Nelson Ned                                                                                 | 4:38    |  |
| 9.             | "Dividindo Solidão"                                | Lucas Robles / Mauro Gasperini / Mauricio Gasperini                                        | 3:39    |  |
| 10.            | "Rabo de Saia"                                     | César Augusto / Cecílio Nena / Antonio Luiz                                                | 3:52    |  |
| 11.            | "Por Um Minuto (Por Un Minuto)"                    | Alessio Lorenzi / Giampaolo Santandrea / Josep Capdevilla Querol (versãoː Cláudio Rabello) | 4:37    |  |
| 12.            | "Tá na Hora"                                       | Markus Souza                                                                               | 2:54    |  |
| 13.            | "Meu Jeito de Sentir (Mi Forma de Sentir)"         | Javier Martin Del Campo (versãoːCésar Augusto)                                             | 4:19    |  |
| 14.            | "Vivendo de Passado (Me Voy a Quitar de En Medio)" | Manuel Monterrosas (versãoː Cláudio Rabello / Cayon Gadia)                                 | 2:57    |  |
| Duração total: | Duração total:                                     | Duração total:                                                                             | 51ː00   |  |

## Certificações
| Brasil (ABPD)                             | Ouro | 2000 | 100.000* |
| *número de vendas baseado na certificação |      |      |          |